# Múscul rodó major
El múscul rodó major (musculus teres major) és un múscul voluminós, d'aspecte arrodonit que es localitza a la regió posterior de l'espatlla.
S'origina en una gran regió ovalada, situada a la superfície posterior de l'angle inferior de l'escàpula. Està en posició caudal a l'origen del múscul rodó menor, en els envans fibrosos intermusculares i en la fàscia infraspinosa. És un múscul ample, amb forma de cordó, que es dirigeix en sentit superior i lateral. Les seves fibres ascendeixen obliquament fins a la cara anterior de l'húmer, per acabar inserint-se en la cresta del tubercle menor de l'húmer però més a baix de la inserció del múscul dorsal ample, en la corredora bicipital.
Es relaciona dorsalment amb el múscul dorsal ample i amb la porció llarga del múscul tríceps braquial. La seva cara anterior està coberta pel tendó d'inserció del dorsal ample. Conjuntament amb el dorsal ample i el múscul subscapular constitueix la paret posterior de la regió axil·lar. La seva vora superior se separa del rodó menor i forma amb ell el triangle dels músculs rodons.
Està innervat per una branca del nervi subescapular inferior (C5, C6) que, de vegades, és suplit en la innervació pel nervi toracodorsal.
Està irrigat per l'artèria subescapular, una branca de l'artèria axil·lar.
Produeix rotació medial i extensió de l'húmer. Participa en la rotació interna, en l'adducció i en la retroversió. Quan pren com a punt de suport l'húmer, desplaça l'angle inferior de l'escàpula cap endavant i cap amunt.

## Imatges

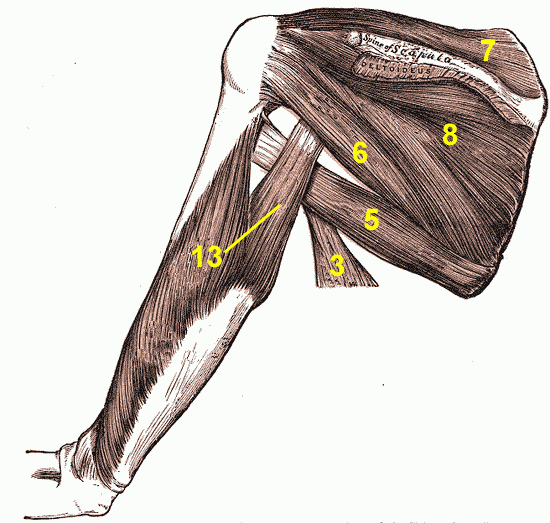
Els músculs de l'espatlla esquerra, vista posterior.
3. Dorsal ample
5. Rodó major
6. Rodó menor
7. Supraspinós
8. Infraspinós
13. Cap llarg del Tríceps braquial.

Animació.Posició del múscul rodó major (en vermell).
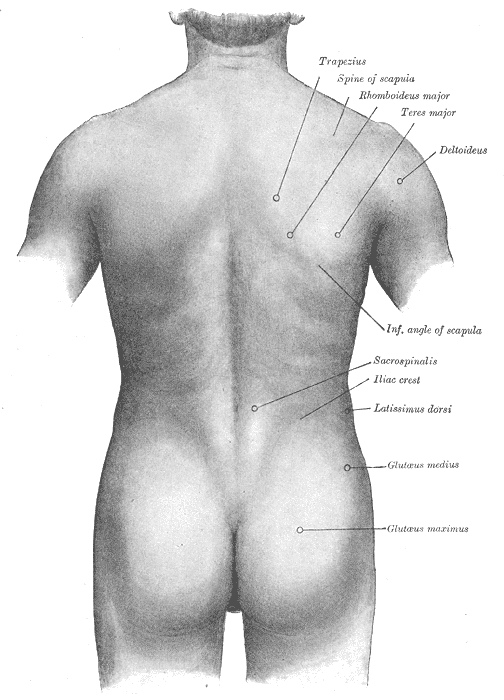
Anatomia de la superfície de la part de darrere. A dalt a la dreta està etiquetat el rodó major.
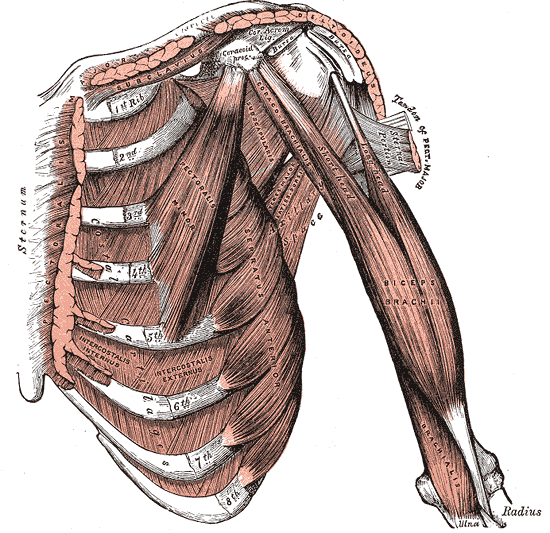
Músculs profunds del pit i la part davantera del braç, amb els límits de l'aixella.
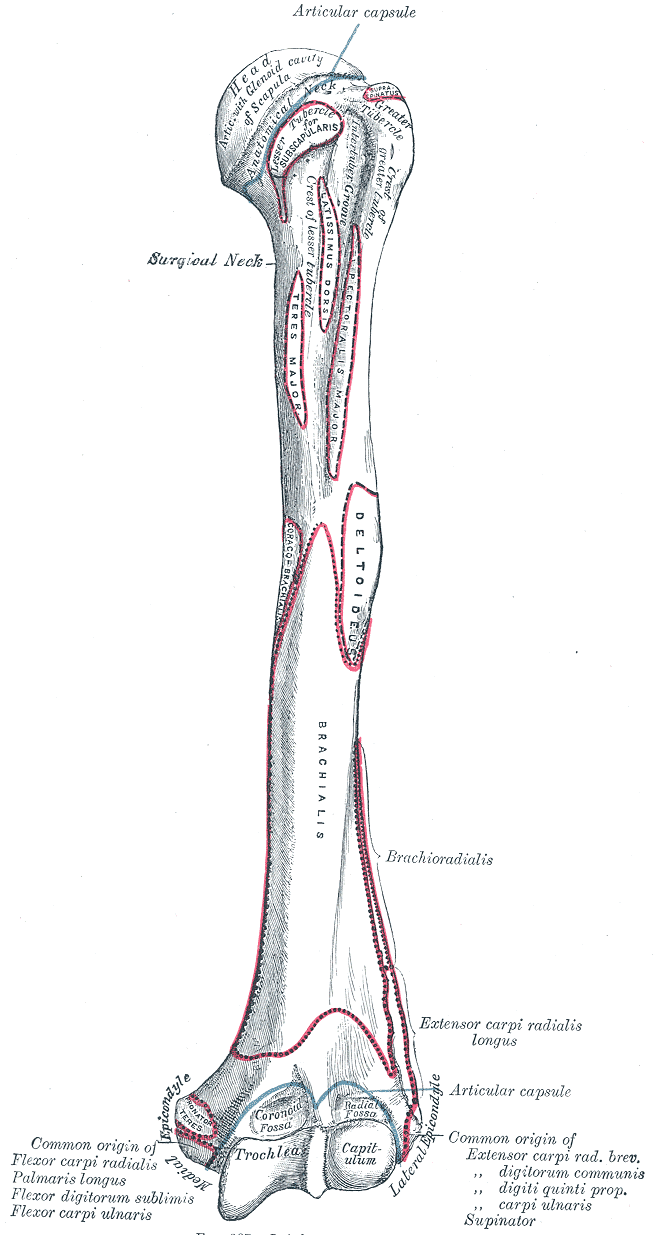
Húmer esquerre. Vista anterior.
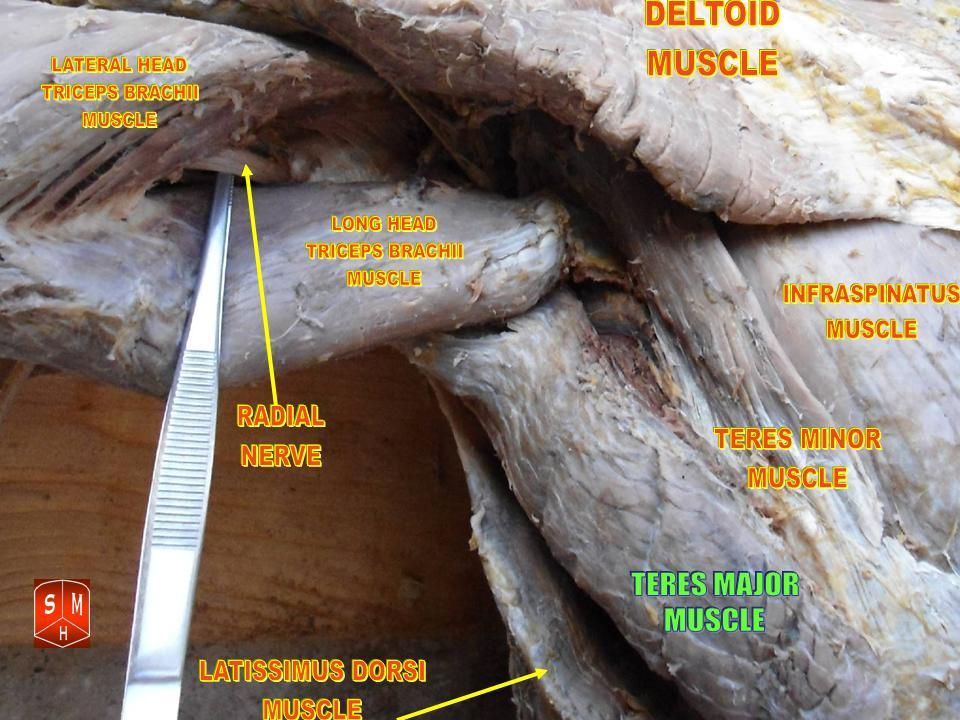
Múscul rodó major
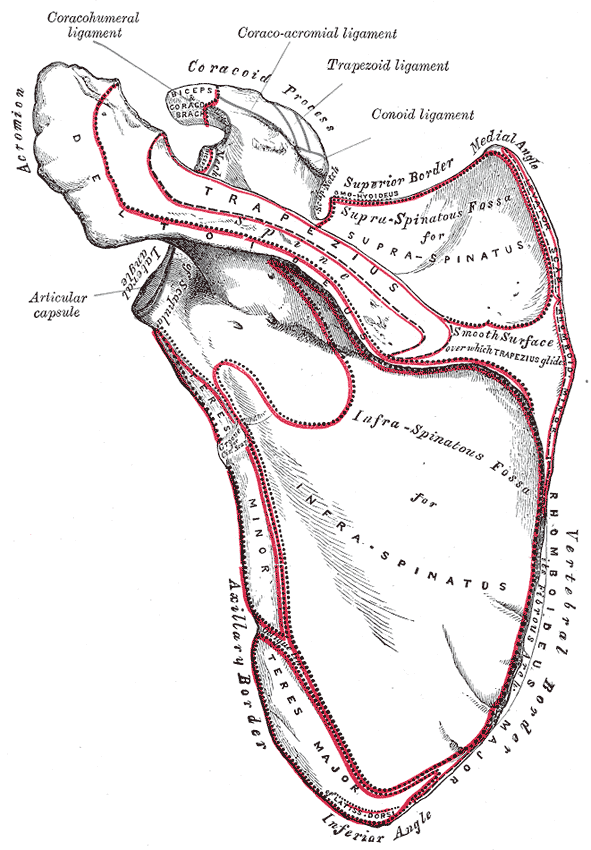
Escàpula esquerra. Superfície dorsal.
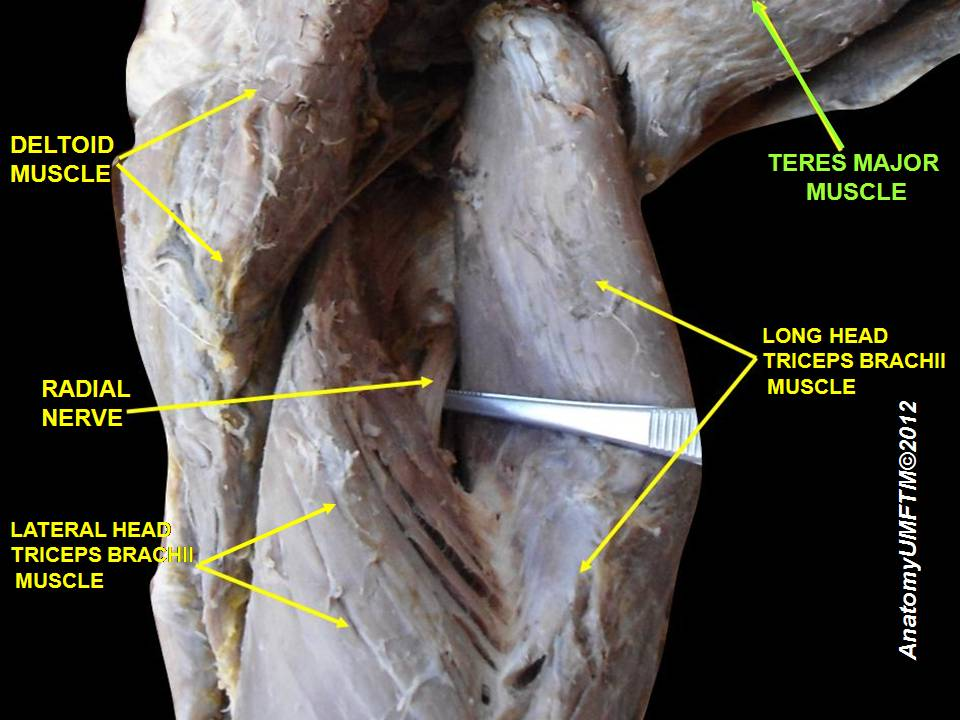
Múscul rodó major